# 簗田政綱
簗田政綱是日本戰國時代武將，織田氏家臣。通稱出羽守，諱不詳，一般稱為政綱、正綱。兒子是簗田廣正。

## 生平
最初是斯波氏的家臣，後來仕於織田信長，因為戰功而被賜予九之坪城。
在永祿3年（1560年）的桶狹間之戰中立下功績，戰後被賜予沓掛3千貫並成為沓掛城城主。與羽柴秀吉、柴田勝家等一同在各地轉戰，加賀一向一揆被鎮壓後成為加賀天神山城城主。但是鎮壓再度爆發的一向一揆時失敗，向大聖寺城退卻而顏面全失、後來自己在安土蟄居。
傳說是在天正7年（1579年）6月6日死去。

## 桶狹間之戰的功績
在桶狹間之戰的功績内容不明，其中一種説法指政綱向織田信長傳達今川義元本陣的位置，與取下義元首級的毛利良勝一樣有極大的功績而成為沓掛城城主。但是為什麼簗田會知道本陣的位置，以及為什麼這樣的功績為被讃賞，不明的地方有相當多，小和田哲男和武田鏡村等歴史研究者曾發表過推測，但是沒有定論（詳見桶狹間之戰）。
還有後世流傳著政綱計劃在桶狹間的奇襲作戰，以及在合戰之前在善照寺砦的軍議中無視其他諸將而主張進行作戰，再因為計劃令作戰成功而立下第一番功績，這些事並沒有史料能夠証明。在司馬遼太郎的小説『盜國物語』中的解釋是簗田之所以能夠立下第一番功績是因為信長相當重視情報收集，但是以前的歷史學中並沒有能支持這種解釋的証據。

## 登場作品
- NHK大河劇（1965年，NHK，演員：二代目曾我廼家一二三，【現在】三代目曾我廼家五九郎）
- NHK大河劇（1988年，NHK，演員：河原崎建三）
- NHK大河劇（1996年，NHK，演員：五森大輔）
- （2005年，東京電視台 ，※役名：梁田四郎左衛門，演員：矢部義章）
- NHK大河劇（2006年，NHK，演員：岡田和範）
- 漫畫《信長協奏曲》